# Giro di Lombardia 2015
Il Giro di Lombardia 2015, centonovesima edizione della "classica delle foglie morte", valido come ventisettesima prova dell'UCI World Tour 2015, si è disputato domenica 4 ottobre 2015 su un percorso di 245 chilometri partendo da Bergamo e arrivando a Como. Le asperità più significative del percorso sono state il Muro di Sormano, la salita per Civiglio e il San Fermo della Battaglia. La vittoria è stata conseguita dall'italiano Vincenzo Nibali, davanti allo spagnolo Daniel Moreno e al francese Thibaut Pinot.

## Percorso
Partenza da Bergamo in direzione sud attraversando, nei primi 40 km, la pianura bergamasca per risalire la val Cavallina fino a Casazza dove si affronta la prima salita della corsa: il Colle Gallo (763 m), seguito da una discesa veloce fino a rientrare dalla Val Seriana su Bergamo. Ci si immette quindi nuovamente in strade di pianura che conducono in Brianza. Passaggio breve per Colle Brianza (533 m) e discesa su Pescate per puntare su Valmadrera e poi in direzione Oggiono e, infine, attraverso Pusiano, Asso e la discesa su Onno portarsi a Bellagio dove inizia la salita del Ghisallo (754 m). Salita con pendenze fino al 14% su strada ampia con diversi tornanti. La discesa, molto veloce per lunghi rettilinei, si interrompe a Maglio dove immediatamente inizia la salita che porta alla Colma di Sormano (1124 m). Alcuni chilometri di media pendenza e quindi, poche centinaia di metri dopo Sormano, si imbocca a sinistra il Muro (2 km al 15%) su strada stretta, molto ripida, con pendenze massime che superano il 25% fino a sfiorare il 30%. Superata la Colma segue la discesa (in falsopiano nella prima parte, poi molto tecnica con una dozzina di tornanti e carreggiata ristretta) su Nesso dove si riprende la strada costiera per raggiungere Como. Si affronta la dura salita verso Civiglio (614 m) con pendenze praticamente sempre al 10% per ridiscendere a Como e affrontare l'ultima salita di San Fermo della Battaglia (397 m).
Ultimi 10 km che iniziano dentro l'abitato di Como, si seguono larghi vialoni fino al sottopasso ferroviario dove inizia la salita finale di San Fermo della Battaglia. La pendenza è attorno al 7%. Si superano diversi tornanti fino allo scollinamento che avviene attorno ai 5 km dall'arrivo. La discesa su strada larga termina all'ultimo chilometro.

## Squadre partecipanti
| N.      | Cod. | Squadra                     |
| ------- | ---- | --------------------------- |
| 1-8     | TCG  | Team Cannondale-Garmin      |
| 11-18   | ALM  | AG2R La Mondiale            |
| 21-28   | AND  | Androni Giocattoli-Sidermec |
| 31-38   | AST  | Astana Pro Team             |
| 41-48   | BAR  | Bardiani-CSF                |
| 51-58   | BMC  | BMC Racing Team             |
| 61-68   | BOA  | Bora-Argon 18               |
| 71-78   | CCC  | CCC Sprandi Polkowice       |
| 81-88   | COL  | Colombia                    |
| 91-98   | EQS  | Etixx-Quick Step            |
| 101-108 | FDJ  | FDJ                         |
| 111-118 | IAM  | IAM Cycling                 |
| 121-128 | LAM  | Lampre-Merida               |

| N.      | Cod. | Squadra                    |
| ------- | ---- | -------------------------- |
| 131-138 | LTS  | Lotto-Soudal               |
| 141-148 | MOV  | Movistar Team              |
| 151-158 | NIP  | Nippo-Vini Fantini         |
| 161-168 | OGE  | Orica-GreenEDGE            |
| 171-178 | STH  | Southeast Pro Cycling Team |
| 181-188 | TGA  | Team Giant-Alpecin         |
| 191-198 | KAT  | Team Katusha               |
| 201-208 | TLJ  | Team Lotto NL-Jumbo        |
| 211-218 | SKY  | Team Sky                   |
| 221-228 | TCS  | Tinkoff-Saxo               |
| 231-238 | TFR  | Trek Factory Racing        |
| 241-248 | UHC  | UnitedHealthcare           |

## Ordine d'arrivo (Top 10)
| Pos. | Corridore          | Squadra      | Tempo    |
| ---- | ------------------ | ------------ | -------- |
| 1    | Vincenzo Nibali    | Astana       | 6h16'28" |
| 2    | Daniel Moreno      | Katusha      | a 21"    |
| 3    | Thibaut Pinot      | FDJ          | a 32"    |
| 4    | Alejandro Valverde | Movistar     | a 46"    |
| 5    | Diego Rosa         | Astana       | s.t.     |
| 6    | Mikel Nieve        | Team Sky     | s.t.     |
| 7    | Tony Gallopin      | Lotto-Soudal | a 56"    |
| 8    | Esteban Chaves     | Orica        | s.t.     |
| 9    | Sergio Henao       | Team Sky     | s.t.     |
| 10   | Gianluca Brambilla | Etixx        | a 1'10"  |